# Widow's Weeds
Widow's Weeds è il primo album della gothic metal band norvegese Tristania. L'album è uscito il 9 marzo 1998 sotto l'etichetta discografica Napalm Records.

## Album
Immediatamente dopo la pubblicazione del suo primo EP, la band viene scritturata dalla label con cui incideranno i loro primi tre album e realizza il primo di una lunga serie di successi. Ai pesanti riff di chitarra vengono infatti affiancati elementi della tradizione musicale nordica, la voce della celebre soprano Vibeke Stene, e alcune componenti classicheggianti come i cori, il violino e il pianoforte.
I temi trattati sono quelli tipici della letteratura gotica, principalmente la descrizione di vari stati d'animo fatta ricorrendo a metafore naturalistiche. I testi in lingua inglese seguono in parte le convenzioni tracciate dai Theatre of Tragedy.

## Tracce
1. Preludium... (Moen) – 1:09
2. Evenfall (Veland) – 6:53
3. Pale Enchantress (Veland, Moen) – 6:31
4. December Elegy (Veland) – 7:31
5. Midwintertears (Veland, Moen) – 8:32
6. Angellore (Veland) – 7:16
7. My Lost Lenore (Veland) – 6:23
8. Wasteland's Caress (Veland) – 7:40
9. ...Postludium (Moen) – 1:10

### Tracce bonus
1. Sirene (Velan, Moen) - 3:22
2. Cease to Exist (Veland, Moen) - 9:16

## Formazione
- Vibeke Stene – voce femminile
- Anders Høvyvik Hidle – chitarra solista, cori
- Morten Veland – chitarra ritmica, voce death
- Einar Moen – tastiere, programmazione
- Rune Østerhus – basso
- Kenneth Ølsson – batteria, cori

### Collaborazioni
- Østen Bergøy - cori, voce maschile in Angellore
- Pete Johansen - violino
- Hilde Egeland, Marita Herikstad & Hilde Bommen - coro